# Trianguł (liturgia ciemnej jutrzni)

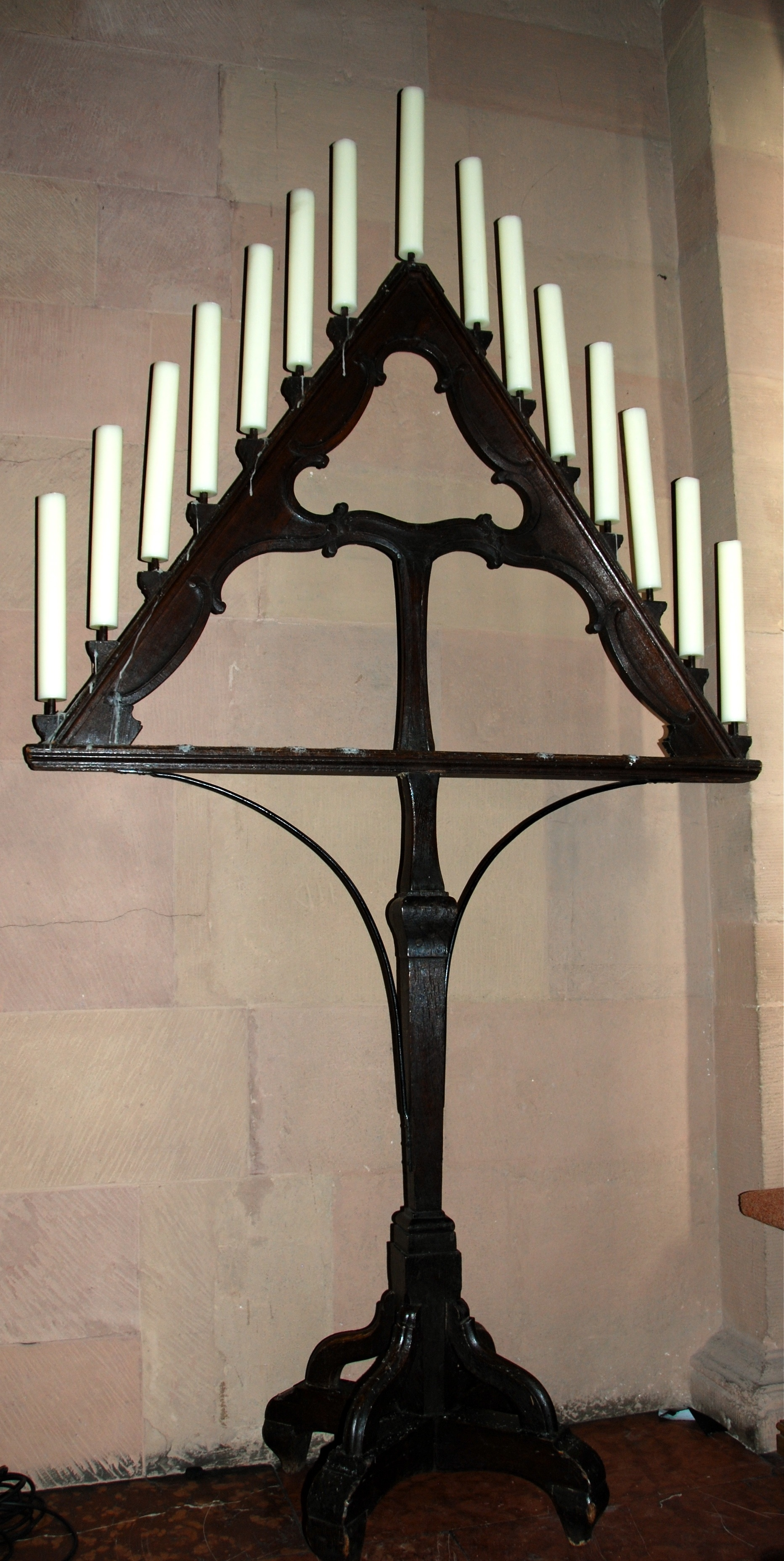
Trianguł z katedry w Moguncji

Trianguł (łac. triangulus – trójkątny) – przyrząd liturgiczny, używany w czasie Triduum Paschalnego w klasycznym rycie rzymskim.

## Opis i użycie
Trianguł (łac. candelabrum triangulare, dosłownie „świecznik trójkątny”) to przyrząd liturgiczny, używany w tradycyjnym rycie rzymskim podczas Ciemnych Jutrzni, czyli nabożeństw porannych w Wielki Czwartek, Wielki Piątek i Wielką Sobotę. Jest to duży świecznik, na którym umieszcza się piętnaście świec. W czasie nabożeństwa po każdym psalmie (których jest czternaście) gasi się jedną świecę. Ostatnia, której się nie gasi, symbolizuje Chrystusa.